# Saurauia avellana
Saurauia avellana är en tvåhjärtbladig växtart som beskrevs av Adolph Daniel Edward Elmer. Saurauia avellana ingår i släktet Saurauia och familjen Actinidiaceae. Inga underarter finns listade i Catalogue of Life.